# Número de Marangoni
El número de Marangoni (Mg) es un número adimensional proporcional al cociente entre fuerzas de tensión superficial (térmicas) y fuerzas viscosas. Es aplicable en cálculos del comportamiento del combustible en tanques de vehículos espaciales o en la investigación de burbujas y espumas.

## Etimología
El número de Marangoni es llamado así en honor al científico italiano Carlo Marangoni.

## Simbología
| Símbolo                       | Nombre                     | Unidad |
| ----------------------------- | -------------------------- | ------ |
| {\displaystyle \mathrm {Mg} } | Número de Marangoni        |        |
| {\displaystyle \mu }          | Viscosidad dinámica        | Pa s   |
| {\displaystyle \alpha }       | Difusividad térmica        | m2 / s |
| {\displaystyle \sigma }       | Tensión superficial        | N / m  |
| {\displaystyle L}             | Longitud característica    | m      |
| {\displaystyle \Delta T}      | Diferencia de temperaturas | K      |

## Descripción
Se define como:
{\displaystyle \mathrm {Mg} =-{\frac {L\ \Delta T}{\mu \ \alpha }}\;{\frac {d\sigma }{dT}}}
- Datos: Q1861030